# 乌山 (福州)
乌山（平話字：Ŭ-săng，實際讀音：/u˥˥ laŋ˥˥/），福州三山之一，又名闽山、乌石山、道山，海拔84米，高度为三山之首。相传汉何氏九仙重阳登高射乌鸦于此，故得此山名。
自唐代起，乌山即为游览胜地，以山石幽奇受到人们喜爱。道山亭、黎公亭一带是全山风景最佳处，同时也是摩崖石刻最集中的地方。这里岩石嵯峨，挺拔竞秀；古榕参天，流泉淙淙，既有险象环生的天生桥——雀舌桥，也有下临绝壁，视野开阔的天然大石坪——天章台，可谓移步换景，步步幽奇。
乌山不仅风景秀丽，而且摩崖石刻遍布全山。其中最著名的有唐代大书法家李阳冰的篆书“般若台”，它是福州现存最古老也是最珍贵的石刻，被誉为“人间至宝”。此外，还有李纲、朱熹、程師孟等历代名人的题刻。

## 著名景点
- 乌山摩岩石刻——数目众多，以唐书法家李阳冰的《般若台记》堪称一绝。
- 乌塔
- 道山亭
  - 唐宋八大家之一曾巩所作《道山亭记》
- 凌霄台
  - 凌霄台曾是旧时福州人重阳登高、放风筝的地方，在台上可北观屏山镇海楼，东望于山九日台，南见烟台山，周围有天秀岩、双峰梦、薛老峰等，登高远眺，景色极佳。宋代书法家蔡襄曾写下《登凌霄台诗》，其中有句“缔结青云上，登临沧海滨”，流传甚广。福州市政府还计划重建当年陈宝琛所建的“海天阁”，与屏山镇海楼遥遥相望[1]。

## 其他景点
- 天章台、霹雳岩、天香台、天台桥
- 石林园、天秀岩、清冷台
- 沈公祠、道山观、弥陀寺、吕祖宫

## 外部連結
[在维基数据编辑]
 《欽定古今圖書集成·方輿彙編·山川典·烏石山部》，出自陈梦雷《古今圖書集成》
26°04′31″N 119°17′43″E / 26.0753°N 119.2954°E